# Patinage artistique aux Jeux olympiques
Le patinage artistique fait sa première apparition aux Jeux olympiques en 1908 à l'occasion des Jeux olympiques d'été de Londres, en effet les Jeux olympiques d'hiver ne verront le jour qu'en 1924 à Chamonix où le patinage trouvera tout de suite sa place dans le programme.
Jusqu'en 1972, seules les épreuves hommes, femmes et couple étaient présentes. C'est en 1976 à Innsbruck que l'épreuve de danse fut ajoutée (bien que déjà présent comme sport de démonstration en 1968 à Grenoble).

## Épreuves

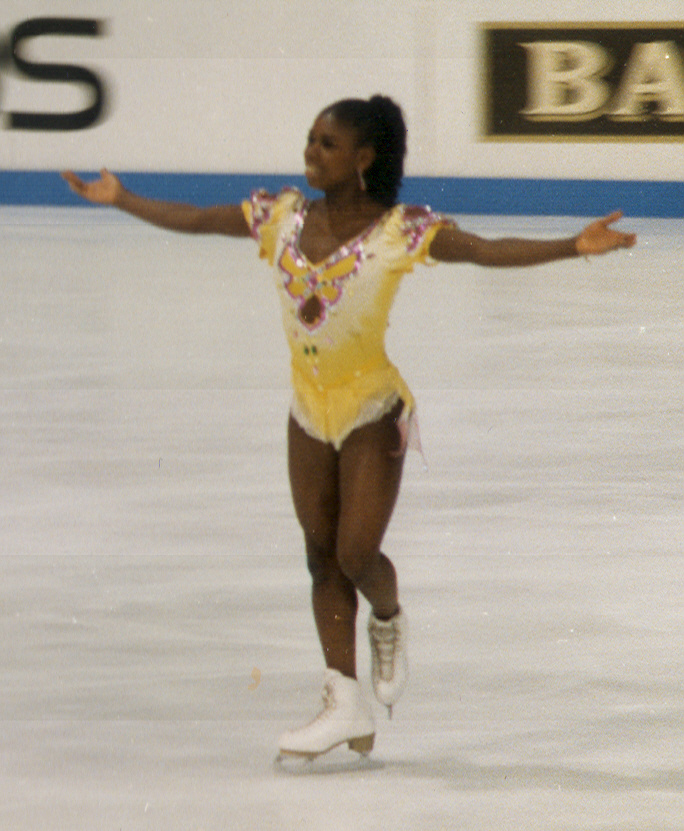
Surya Bonaly

Les épreuves sont les suivantes :
- L'épreuve individuelle (simple) comporte deux catégories, un programme court qui doit contenir huit éléments (combinaisons de sauts, pirouettes) et un patinage libre où le patineur (ou patineuse) doit réussir un ensemble original sur une musique choisie.
- L'épreuve couple comporte aussi deux catégories, un programme court et un patinage libre avec les mêmes obligations, mais on ajoute le fait que les deux patineurs (de sexes opposés) doivent faire preuve de technique, de synchronisation et d'harmonie entre eux.
- L'épreuve danse sur glace comporte trois catégories : tout d'abord l'épreuve de danse imposée où le couple (de sexes opposés) exécute une danse décidée à l'avance ; puis une épreuve de danse originale où le couple a la possibilité de choisir la musique et la danse ; enfin ce concours se termine par une épreuve de danse libre où le couple dispose de toutes les libertés pour s'exprimer.

## Évènements
• = Épreuves officielles, D = sport en démonstration, H = Hommes, F = Femmes
| Epreuve      | 1908 | 1920 | 1924 | 1928 | 1932 | 1936 | 1948 | 1952 | 1956 | 1960 | 1964 | 1968 | 1972 | 1976 | 1980 | 1984 | 1988 | 1992 | 1994 | 1998 | 2002 | 2006 | 2010 | 2014 | 2018 | 2022 |
| ------------ | ---- | ---- | ---- | ---- | ---- | ---- | ---- | ---- | ---- | ---- | ---- | ---- | ---- | ---- | ---- | ---- | ---- | ---- | ---- | ---- | ---- | ---- | ---- | ---- | ---- | ---- |
| Individuel H | •    | •    | •    | •    | •    | •    | •    | •    | •    | •    | •    | •    | •    | •    | •    | •    | •    | •    | •    | •    | •    | •    | •    | •    | •    | •    |
| F.S.¹ H      | •    |      |      |      |      |      |      |      |      |      |      |      |      |      |      |      |      |      |      |      |      |      |      |      |      |      |
| Individuel F | •    | •    | •    | •    | •    | •    | •    | •    | •    | •    | •    | •    | •    | •    | •    | •    | •    | •    | •    | •    | •    | •    | •    | •    | •    | •    |
| Couples      | •    | •    | •    | •    | •    | •    | •    | •    | •    | •    | •    | •    | •    | •    | •    | •    | •    | •    | •    | •    | •    | •    | •    | •    | •    | •    |
| Danse        |      |      |      |      |      |      |      |      |      |      |      | D    |      | •    | •    | •    | •    | •    | •    | •    | •    | •    | •    | •    | •    | •    |
| Équipes      |      |      |      |      |      |      |      |      |      |      |      |      |      |      |      |      |      |      |      |      |      |      |      | •    | •    | •    |

¹ Figures spéciales, présent seulement en 1908.

## Nations présentes
Entre 1908 et 2014, près de 2 178 athlètes en provenance de plus de cinquante-cinq nations différentes ont participé aux épreuves de patinage artistique des Jeux olympiques.
| Édition                                                        | 08 | 20 | 24 | 28 | 32 | 36 | 48 | 52 | 56 | 60 | 64 | 68 | 72 | 76 | 80 | 84 | 88 | 92 | 94 | 98 | 02 | 06 | 10 | 14 | 18 | 22 |
| -------------------------------------------------------------- | -- | -- | -- | -- | -- | -- | -- | -- | -- | -- | -- | -- | -- | -- | -- | -- | -- | -- | -- | -- | -- | -- | -- | -- | -- | -- |
| Nombre de nations présentes en patinage artistique par édition | 6  | 8  | 11 | 12 | 13 | 17 | 12 | 15 | 15 | 14 | 15 | 17 | 18 | 18 | 20 | 20 | 26 | 28 | 28 | 37 | 31 | 35 | 31 | 30 | 32 | 32 |

Le nombre indiqué entre parenthèses est le nombre d'athlètes engagés dans les épreuves officielles pour chaque pays sur l'ensemble des Jeux de 1908 à 2014
| - Afrique du Sud (6) - Allemagne (67) - Allemagne de l'Est (45) - Allemagne de l'Ouest (44) - Argentine (1) - Arménie (9) - Australie (38) - Autriche (96) - Azerbaïdjan (11) - Biélorussie (10) - Belgique (22) - Brésil (1) - Bulgarie (18) - Canada (212) |  | - Chine (64) - Corée du Nord (13) - Corée du Sud (24) - Croatie (5) - Danemark (7) - Équipe unifiée d'Allemagne (35) - Équipe unifiée de l'ex-URSS (17) - Espagne (11) - Estonie (16) - États-Unis (273) - Finlande (29) - France (120) - Géorgie (7) - Grande-Bretagne (162) |  | - Hongrie (60) - Israël (17) - Italie (79) - Japon (83) - Kazakhstan (11) - Lettonie (9) - Lituanie (12) - Luxembourg (2) - Mexique (4) - Norvège (25) - Ouzbékistan (15) - Pays-Bas (8) - Philippines (1) - Pologne (33) |  | - République tchèque (25) - Roumanie (15) - Russie (96) - Serbie-et-Monténégro (1) - Slovaquie (6) - Slovénie (7) - Suède (30) - Suisse (58) - Taipei chinois (4) - Tchécoslovaquie (61) - Turquie (4) - Ukraine (55) - Union soviétique (94) - Yougoslavie (4) |

## Palmarès

### Hommes

#### Figures spéciales
| Année | Or                  | Argent               | Bronze                  |
| 1908  | Nikolai Panin (RUS) | Arthur Cumming (GBR) | Geoffrey Hall-Say (GBR) |

### Mixte

#### Danse
| Année | Or                                                      | Argent                                            | Bronze                                   |
| 1976  | Union soviétique Aleksandr Gorchkov Lioudmila Pakhomova | Union soviétique Andrei Minenkov Irina Moïsseïeva | États-Unis James Millns Colleen O'Connor |

## Tableau des médailles
| Rang  | Nation                      | Or | Argent | Bronze | Total |
| ----- | --------------------------- | -- | ------ | ------ | ----- |
| 1     | Russie                      | 18 | 14     | 4      | 36    |
| 2     | États-Unis                  | 16 | 17     | 21     | 54    |
| 3     | Union soviétique            | 10 | 9      | 5      | 24    |
| 4     | Autriche                    | 7  | 9      | 4      | 20    |
| 5     | Canada                      | 6  | 11     | 12     | 29    |
| 6     | Grande-Bretagne             | 5  | 3      | 7      | 15    |
| 7     | Suède                       | 5  | 3      | 2      | 10    |
| 8     | France                      | 4  | 3      | 7      | 14    |
| 9     | Allemagne                   | 4  | 2      | 3      | 9     |
| 10    | Japon                       | 3  | 4      | 4      | 11    |
| 11    | Allemagne de l'Est          | 3  | 3      | 4      | 10    |
| 12    | Norvège                     | 3  | 2      | 1      | 6     |
| 13    | Équipe unifiée de l'Ex-URSS | 3  | 1      | 1      | 5     |
| 14    | Chine                       | 2  | 3      | 4      | 9     |
| 15    | Équipe unifiée d'Allemagne  | 1  | 2      | 0      | 3     |
| 15    | Pays-Bas                    | 1  | 2      | 0      | 3     |
| 17    | Tchécoslovaquie             | 1  | 1      | 3      | 5     |
| 18    | Corée du Sud                | 1  | 1      | 0      | 2     |
| 18    | Finlande                    | 1  | 1      | 0      | 2     |
| 20    | Belgique                    | 1  | 0      | 1      | 2     |
| 20    | Ukraine                     | 1  | 0      | 1      | 2     |
| 22    | Empire russe                | 1  | 0      | 0      | 1     |
| 23    | Hongrie                     | 0  | 2      | 4      | 6     |
| 24    | Suisse                      | 0  | 2      | 1      | 3     |
| 25    | Allemagne de l'Ouest        | 0  | 0      | 2      | 2     |
| 25    | Italie                      | 0  | 0      | 2      | 2     |
| 29    | Kazakhstan                  | 0  | 0      | 1      | 1     |
| 29    | Espagne                     | 0  | 0      | 1      | 1     |
| Total | Total                       | 96 | 95     | 95     | 286   |

## Compétition
Parmi les exploits olympiques, nous noterons : 
- Sonja Henie qui gagnera trois fois consécutivement l'épreuve individuelle chez les femmes (1928, 1932 et 1936).
- Gillis Grafström qui gagnera trois fois consécutivement l'épreuve individuelle chez les hommes (1920, 1924 et 1928).